# 7596 Юмі
7596 Юмі (7596 Yumi) — астероїд головного поясу, відкритий 10 квітня 1993 року.
Тіссеранів параметр щодо Юпітера — 3,216.
Названо на честь Юмі (яп. ゆみ(弓)).